# Gáll Imre
Gáll Imre (Miklósvár, 1879. február 17. – Gödöllő, 1950. november 10.) erdélyi magyar tanító és méhész, szerkesztő, szakíró.

## Életútja
Iskoláit Brassóban, Székelyudvarhelyen és Csíksomlyón végezte. Székelyszentkirályon, majd Székelyudvarhelyen tanított. 1919 után megalakította a Székelyföldi Méhészeti Szövetséget, s Székely Méhész címmel szaklapot indított. Lapja 1921-ben egyesült a kolozsvári Méhészeti Közlöny c. szaklappal, ő lett a lap felelős szerkesztője. 1922 februárjától újra önállóan szerkeszti a Székely Méhészt Székelyudvarhelyen, majd ez év szeptemberétől Dálnoki Pál Lajossal együtt Kézdivásárhelyen. 1923 októberében Gödöllőre költözött, ahol átvette a Méhészeti Kutatóállomás vezetését.

## Kötetei
- A méhgazdaság üzemtana : útmutatás a termelő és tenyésztő méhészetek létesítésére és kezelésére...Baróti Gáll Imrével Gödöllő : Szerző, 1928 (Aszód Vas Ny.) 400 p. : ill. ;
- Méhészeti ismeretek kincsesháza. Budapest : Hollóssy Ny., 1941. 168 p.